# Wallenstein (1987)
Wallenstein ist die zweiteilige Aufzeichnung des Fernsehen der DDR einer Aufführung im Deutschen Theater Berlin aus dem Jahr 1987.

## Handlung (Kurzfassung)
Wallenstein

## Handlung (Ausführlich)
1. Prolog – Gesprochen bei Wiedereröffnung der Schaubühne in Weimar im Oktober 1798
2. Wallensteins Lager
3. Die Piccolomini
4. Wallensteins Tod

## Produktion
Das Stück von Friedrich Schiller wurde 1979 von Friedo Solter am Deutschen Theater Berlin inszeniert und 1984 nach der Rekonstruktion des Hauses wiederaufgenommen. Die Aufzeichnung der Inszenierung wurde am Freitag, dem 27. März 1987 (Prolog; Wallensteins Lager und Die Piccolomini) und am Sonntag, dem 29. März 1987 (Wallensteins Tod) jeweils ab 20.00 Uhr im 2. Programm des Fernsehen der DDR erstmals ausgestrahlt. Beide Sendungen wurden jeweils um 21.30 Uhr für die Aktuelle Kamera unterbrochen und 22.00 Uhr fortgesetzt.
Der Prolog wurde von Eberhard Esche im Gesellschaftsanzug, vor dem Bühnenvorhang stehend, gesprochen. Zahlreiche der Hauptdarsteller verkörpern auch die Soldaten des Lagers.

## Kritik
Rainer Kerndl schrieb zur Premiere in der Tageszeitung Neues Deutschland: „Nicht ein Stück Geschichte wird exerziert, nicht die Handlungen und Haltungen historischer Gestalten nach dem Sinnvollen oder Verwerflichen ihres Tuns richterlich-moralisch befragt und gewertet. Das Geschichtliche selbst, die Dialektik vom individuellen Anspruch im Spannungsfeld gesellschaftspolitischer Realität wird zum Kunstereignis.“
Helmut Ullrich beschäftigte sich ebenfalls zur Premiere in der Neuen Zeit vom 2. Oktober 1979 mit den Bühnenbildern von Lothar Scharsich, die großzügig weiträumig den Dimensionen des Geschehens entsprechen, die offene Spielräume für szenische Bewegung schaffen, mit Treppen, Podesten, Galerien, unterschiedenen Machtebenen mit Leere und Enge, mit aufgepflanzten Standarten, mit Astrologenwarte und frühbarockem Pomp, mit Düsternis und Helle, und – einmal steht da unter weitem Sternenhimmel nichts als ein Wegweiserpfahl, mit vielen Richtungsschildern benagelt.
Der Dramaturg Alfrid Nehring beschäftigt sich nach der Ausstrahlung in der Tageszeitung Neues Deutschland mit Zuschauerreaktionen auf die Fernsehsendung der Inszenierung und schreibt: „Glanz und geistige Faszination wurde der Inszenierung von Frido Solter auch nach der Wiederaufnahme im rekonstruierten Haus 1984 bescheinigt. An zwei Abenden hat nunmehr das Fernsehen die Aufführung einem Millionenpublikum übertragen“ und zitiert aus dem Brief eines Zuschauers an das Fernsehen: „‚Ich danke dem DDR-Fernsehen für die großzügige Möglichkeit, wieder einmal eine so großartige Inszenierung des Deutschen Theaters erleben zu dürfen‘“ und weiter: „Das große politische Spiel, in dem es um Macht und die historische Chance einer Persönlichkeit geht, vor allem aber auch um Beendigung eines Krieges, um dauerhaften Frieden, zieht die Zuschauer am Bildschirm ebenso in seinen Bann, wie im Theater.“